# Château de Cuverville
Le château de Cuverville est une demeure de la fin du XVIIe siècle qui se dresse sur le territoire de la commune française de Cuverville, dans le département de la Seine-Maritime, en région Normandie. Il a été construit en 1730 par la famille de Cavelier de Cuverville, puis vendu à la famille Rondeaux. André Gide, époux de Madeleine Rondeaux, y a habité et écrit.
Le château, propriété privée non ouverte à la visite, est partiellement inscrit au titre des monuments historiques.

## Localisation
Le château est situé sur la commune de Cuverville, dans le département français de la Seine-Maritime.

## Historique
Le château fut construit en 1730, par le chevalier, puis plus tard amiral, Cavelier de Cuverville, fidèle compagnon de Suffren, à l’emplacement d’une maison plus ancienne dont seule subsiste une cheminée du XVIe siècle dans la cuisine. Il a appartenu pendant un siècle à la famille de Cavelier de Cuverville, dont Louis-Hyacinthe de Cavelier de Cuverville (en).
En 1835, il est acquis par une famille protestante de Rouen, les Rondeaux ; une inscription sur le fronton témoigne d’une restauration à ce moment-là. André Gide y vint enfant chez sa tante qui deviendra sa belle-mère.

### André Gide au château
En 1895, Madeleine Rondeaux, devenue propriétaire de la maison à la suite du décès de son père, épouse son cousin André Gide à la mairie de Cuverville, le mariage religieux a lieu au temple d’Étretat.
L’écrivain passe chaque année de longs mois à Cuverville, comme en témoignent beaucoup de passages de son journal, mais cessera pratiquement d’y aller après la mort de sa femme en 1938. Il y reçoit ses amis, notamment ceux du groupe de la Nouvelle Revue française. Paul Valéry, Jacques Copeau ou Roger Martin du Gard entre autres y ont fait de nombreux séjours. Gide voyait en voisin son ami le peintre Paul Albert Laurens qui possédait une propriété à Yport.
C’est dans son roman La Porte étroite (1909) qu’il décrit avec précision la maison, changeant seulement le nom de Cuverville pour celui du village voisin de Fongueusemare. Il ne reste rien du mobilier d’André Gide dans le manoir. Dans le jardin, quelques arbres dont un grand hêtre qu’il aimait sont tombés mais l’ensemble n’a guère changé.
André Gide meurt en 1951. Il est enterré dans le cimetière du village à côté de son épouse.

## Protection
Les façades et toitures ainsi que le grand salon et l'escalier intérieur sont inscrits au titre des monuments historiques par arrêté du 21 janvier 1970.

### Site naturel
Le château et ses abords constituent un site naturel classé de 8,22 ha, par arrêté du 22 mai 1945.

## Pour approfondir